# Angiotensine

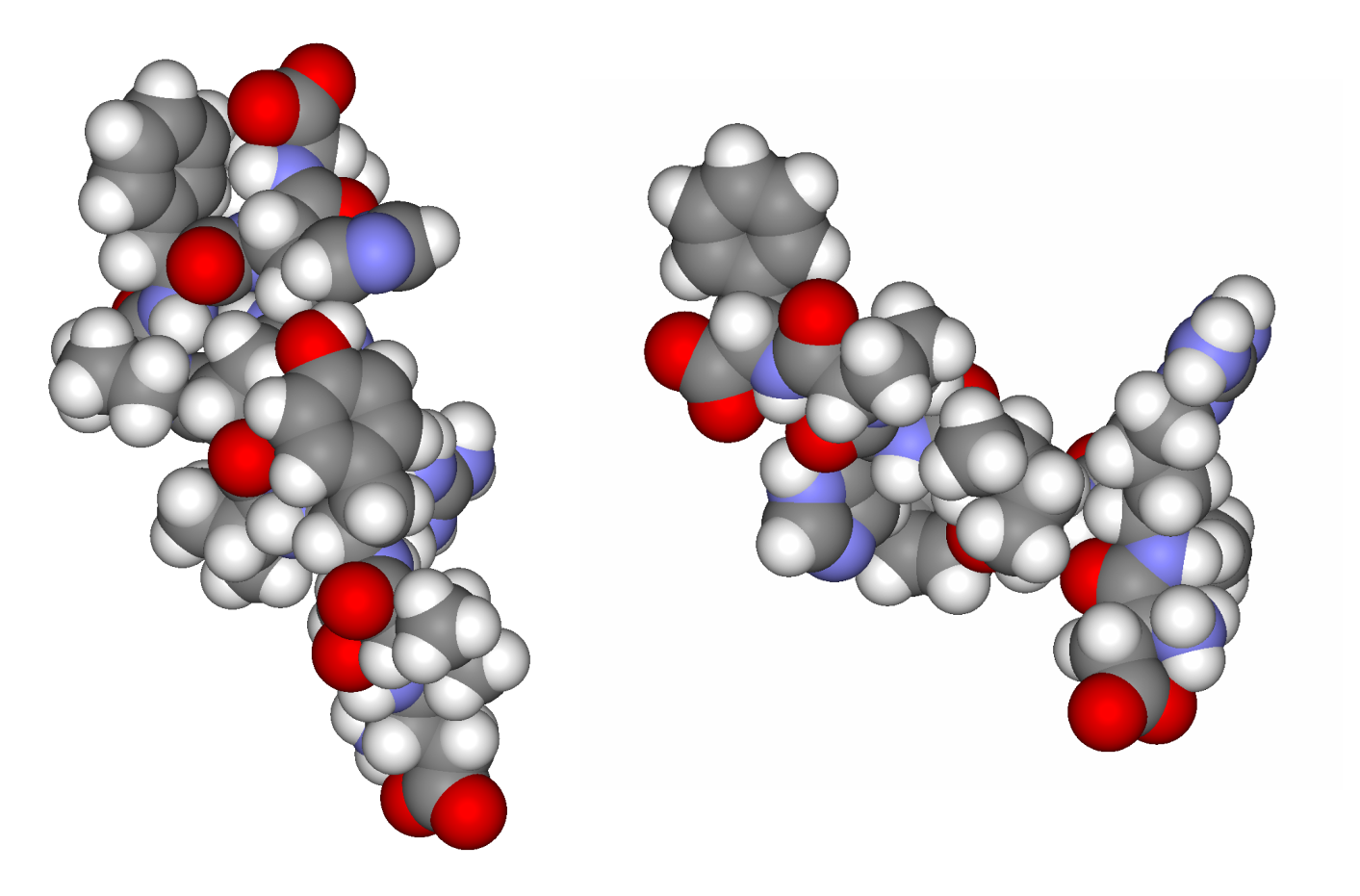
Angiotensine 1 (à gauche) et Angiotensine 2

L'angiotensinogène, l'angiotensine I et l'angiotensine II sont des peptides impliqués dans la maintenance du volume et de la tension artérielle.

Ils jouent un rôle important dans le système rénine-angiotensine-aldostérone.

## Nomenclature
Mis à part l'angiotensinogène, les différentes angiotensines sont soit numérotées (angiotensine I, II...) soit appelées selon les acides aminés laissés en place. Par l'exemple, l'angiotensine I correspond à l'angiotensine (1-10) qui peut perdre un acide aminé, donnant l'angiotensine (1-9) ou l'angiotensine (2-10), selon l'enzyme en jeu. Chaque angiotensine a un rôle biologique différent, certains étant protecteurs, d'autres plus délétères.

## Enzymes en jeu
Plusieurs enzymes permettent la transformation d'un type d'angiotensine en un autre. Ce sont :
- l'enzyme de conversion de l'angiotensine transformant l'angiotensine (1-10) en (1-8), le (2-10) en (2-8), le (1-7) en (1-5)... ;
- l'enzyme de conversion de l'angiotensine 2, transformant l'angiotensine (1-10) en (1-9), le (1-8) en (1-7), le (2-8) en (2-7)... ;
- l'aminopeptidase A transformant l'angiotensine (1-10) en (2-10), le (1-8) en (2-8), le (2-8) en (3-8)...
- l'aspartyl aminopeptidase, transformant l'angiotensine (1-8) en (3-8)
- l'endopeptidase neutre transformant l'angiotensine (1-9) en (1-7)

## Angiotensinogène
C'est le peptide précurseur de l'angiotensine.

Il est essentiellement produit et libéré dans la circulation par le foie.

D'un point de vue structurel il appartient à la famille des inhibiteurs des sérine-protéases (serpines) bien qu'on ne lui connaisse pas d'activité inhibitrice d'enzymes.

Sa production est induite par les corticoïdes, les œstrogènes, les hormones thyroïdiennes, et notamment, l'angiotensine II.
L'angiotensinogène humain est un peptide de 485 acides aminés constituant un peptide signal de 33 résidus de long, suivi de 10 résidus finissant par une leucine (Leu) qui formeront l'angiotensine I et finissant par une chaîne de 442 résidus dont le premier acide aminé est une valine (Val) :
```
  
33 aa (signal)-
Asp-Arg-Val-Tyr-Ile-His-Pro-Phe-His-Leu
-Val-441 aa
```

Le peptide signal est clivé lors de la sécrétion de la protéine.

## Angiotensine I
Si la pression artérielle décroît au niveau des reins, ils produisent de la rénine. Celle-ci va cliver la liaison peptidique de l'angiotensinogène entre la leucine (Leu) et la valine (Val), pour libérer le décapeptide angiotensine I :
```
  
Asp-Arg-Val-Tyr-Ile-His-Pro-Phe-His-Leu  
|
  Val-441 aa
```

L'angiotensine I a peu d'effet biologique connu. Son rôle principal semble être de se transformer en plusieurs angiotensines, dont l'angiotensine II.

## Angiotensine II (ouangiotensine 2)
C'est un octapeptide issu du clivage de l'angiotensine I par l'enzyme de conversion de l'angiotensine (ou plus simplement enzyme de conversion) :
```
  
Asp-Arg-Val-Tyr-Ile-His-Pro-Phe
  |
  His-Leu
 
```

Elle joue un rôle déterminant dans le maintien de la pression artérielle via la volémie plasmatique.
Elle entraîne :
- une vasoconstriction (et donc une élévation de la pression artérielle) ;
- une sensation de soif, en agissant directement sur le système nerveux central ;
- une stimulation de la zone glomérulée du cortex surrénal et une sécrétion accrue d'aldostérone.

L'angiotensine II comporte plusieurs récepteurs, l'AT1R dont l'activation provoque une vasoconstriction et est la cible des médicaments de type sartan, et l'AT2R, sans effet sur la pression artérielle et jouant un rôle dans l'analgésie.
L'angiotensine II est la cible de plusieurs antihypertenseurs (médicaments luttant contre l'hypertension artérielle). Il s'agit principalement :
- des inhibiteurs de l'enzyme de conversion de l'angiotensine (IECA ou IEC, par ex. : Enalapril) ;
- des antagonistes des récepteurs de l'angiotensine II (sartans).

La molécule elle-même est en cours de test comme traitement dans certains chocs dont le mécanisme de vasodilatation est prédominant.
L'angiotensine II peut donner naissance à d'autres angiotensines (III, 4) dont les effets sont proches de l'angiotensine II.
La protéine spike du SARS-CoV-2 responsable du Covid-19 se fixe sur les récepteurs de l'enzyme de conversion de l'angiotensine II pour infecter les cellules humaines. Or, certains organes abritent ces récepteurs en grand nombre, si bien que cela peut avoir des effets délétères :
- au niveau du nez, ces récepteurs sont nombreux sur la muqueuse, ce qui entraîne la perte de l'odorat ;
- au niveau du cerveau, ces récepteurs sont présents dans le cortex et le tronc cerébral et les patients atteints souffrent de convulsions, de confusion et d'inflammation cérébrales ;
- le virus pénètrerait également via ces récepteurs dans le cœur et les cellules qui tapissent les vaisseaux sanguins. Cela provoque de l'arythmie et la formation de caillots pouvant conduire à une embolie pulmonaire ou à un AVC.

## Angiotensine III
C'est une hormone heptapeptique à faible action vasoconstrictrice mais qui stimule la sécrétion d'aldostérone. Elle dérive de l'angiotensine 2 par l'action d'une aminopeptidase A qui libère l'acide aspartique N-terminal.

## Angiotensine et maladie d'Alzheimer
Une étude américaine publiée en janvier 2010, basée sur le suivi durant 4 ans de 820 000 dossiers d'anciens combattants de l’US army, a récemment montré que les anciens militaires traités pour hypertension par des médicaments antagonistes des récepteurs de l'angiotensine (dits « ARA ») avaient 24 % de moins de risque de développer une maladie d'Alzheimer.

De plus, ceux qui avaient néanmoins développé la maladie présentaient un moindre risque de mourir, et un risque d'admission de longue durée dans un centre de soins inférieur de 49 %. 
Le mécanisme en cause n'est pas encore compris, mais ceci confirme les études antérieures démontrant que l'hypertension était un facteur de risque de démence, et ouvre de nouvelles pistes de prévention ou traitement de la maladie d'Alzheimer.